# Умдони
Умдони е община в окръг Угу, провинция Квазулу-Натал, Република Южна Африка с площ 238 км2.

## Население
62 294 (2001)

### Расов състав
(2001)
- 43 276 души (69%) – чернокожи
- 12 338 души (20%) – азиатци
- 5953 души (10%) – бели
- 727 души (1%) – цветнокожи

### Езици
- зулуски (64%)
- английски (29%)
- кхоса (5%)
- африкаанс (2%)